# 塩パン
塩パン（しおパン）は、中はバター、表面には塩がかかった日本の菓子パンの一種。

## 製法
リッチタイプのパン生地を発酵させ、クロワッサンのように丸める。その時、生地にバターの塊を包み、表面に岩塩を振りかけて焼くことが大きな特徴の一つである。ほかにも、ハード系の生地で作る塩パンもある。バターを使用することから、塩バターパンと呼ばれることもある。

## 歴史
発祥は愛媛県八幡浜市にある「パン・メゾン」と言われている。 2003年頃、同社の平田巳登志社長は夏になるとパンの売り上げが落ちこみがちなことに悩んでいたが、パン修業で他社に出ていた息子からの「フランスパンに塩をふったものが流行っている」との情報に着想を得て、塩分補給もできる塩パンを開発した。 最初は見た目がバターロールに似て、値段がバターロールより10円以上高かったことから売れ行きはよくなかった。しかし、4年ほどを経て口コミが広まり、テレビでも話題になるほどのヒット商品になったという。
オーストリアに、薄く伸ばしたパン生地を巻き棒状に成形し、塩をまぶした「ザルツシュタンゲン」というパンがある。これが元になったとする意見もみられる。